# Magdalena de Suècia
Magdalena de Suècia (Estocolm, 10 de juny de 1982) és princesa de Suècia i Duquessa de Hälsingland i Gästrikland.
Va néixer al palau reial de Dronittningholm (Estocolm) i va rebre els noms de Magdalena, Teresa, Amelia, Josefina Bernadotte. És la tercera filla dels reis Carles XVI Gustau de Suècia i de Sílvia Sommerlath.
És la quarta en la línia de successió al tron suec, per darrere de la seva germana Victòria de Suècia, la seva neboda, Estela de Suècia, i el seu germà, Carles Felip de Suècia.
Fou batejada el 31 d'agost de 1982 al Palau Reial d'Estocolm i apadrinada pel príncep Andreu de Saxònia-Coburg-Gotha (cosí del seu pare), per en Walther Sommerlath (germà de sa mare), per la princesa Benedicta de Dinamarca (cosina del seu pare) i per la princesa Cristina de Suècia (germana del seu pare).

## Educació
Magdalena de Suècia començà a estudiar a la llar d'infància de la parròquia de Västerled en 1985. Després va anar a l'escola Smedslätts en el districte de Bromma, (Estocolm). El 1989 ingressà en l'escola Carlssons d'Estocolm i el 1998 entrà a l'Institut de batxiller d'Enskilda, realitzant un programa d'estudis de ciències socials. Se graduà la primavera de 2001.
Mentre no tenia molt clar quins estudis universitaris faria, viatjà a Anglaterra a estudiar anglès. En 2002 decidí estudiar primer curs de dret i d'informatica. Aconsegueix el certificat ECDL (European Computer Driving Licence). Abandona dret i durant la tardor de 2003 decideix fer un programa d'estudis d'arquitectura i disseny de mobles, amb practicum. També acudeix a classe d'història moderna i contemporània, a la Universitat d'Estocolm. Aconsegueix molt bons coneixements d'arquitectura, disseny i d'història. Completarà la seva formació amb cursos d'història de l'art i etnologia començant el gener 2004. Un dels seus cursos principals era realitzar un assaig sobre la figura de la seva avantpassada, la reina Victòria de Suècia (nascuda Victòria de Baden) i sobre l'establiment del palau reial de Solliden a l'illa d'Öland.
El gener de 2006 acabà els seus estudis en la Universitat. A l'acabar l'any, decidí tornà a les aules i fer estudis de màster (postgraduat) d'organització i lideratge, enfocant el seu treball en el treball d'ajuda humanitaria internacional, a la mateixa universitat.

## Experiències Laborals
Des d'agost de 2005 i amb l'aprovació del seu pare el rei, Magdalena de Suècia començaria a augmentar el seu dietari de treball i acudir a actes socials, culturals, esportives i institucionals en representació de la Corona Sueca. El primer acte que acudí sola fou en la presentació de diferents premis.
A causa de fer practicum sobre l'ajuda humanitaria internacional, es trasllada a viure a Nova York en gener de 2006. Començà a treballar en un programa a la seu de l'UNICEF en aquella ciutat. Mentre era allà treballant i aprenia sobre els treballs humanitàries, se preparà per continuar estudis d'Etnologia i Història Moderna.
Darrerament la princesa ha enfocat els seus esforços en els treballs sobre la protecció institucional per la infància, sobre nins en àrees conflictives i la vulnerabilitat, i sobre l'explotació de la sexualitat infantil. Durant la tardor de 2006,
començà a treballar en la seu de la Fundació World Childhood en Estocolm, la mateixa amb la qual col·laborava la seva mare, la reina Silvia. Prosseguí amb el seu master d'organització i lideratge.
Tornà a Nova York (on habitualment viu) pere treballar a la seu de l'ONU i participa en conferències i reunions. Dona suport a programes per noies víctimes de l'explotació sexual. Participà en el barri del Bronx de Nova York, en projectes dedicats a mares adolescents que han patit abusos sexuals i projectes en tràfic.
També ha viatjat, com a part del seu treball, a Ucraïna i a Sant Petersburg (Rússia) per conèixer de primera mà altres tipus de projectes sobre la infància.